# Joaquín González de la Peña
Joaquín González de la Peña fou un advocat i polític espanyol, va ser ministre de Gracia i Justícia durant el regnat d'Alfons XIII.
Senador per Sevilla en 1905, va desenvolupar la seva carrera professional en l'Administració de Justícia arribant a ser president de sala del Tribunal Suprem d'Espanya el 1904, càrrec que ocupava quan va ser nomenat ministre de Gracía i Justícia al govern que presidiria Eugenio Montero Ríos exercint la cartera entre el 23 de juny i el 31 d'octubre de 1905.